# Жогов, Семён Григорьевич
Семён Григо́рьевич Жо́гов (17 ноября 1923, с. Троицкое, Воронежская губерния — 22 апреля 1988, Реутов, Московская область) — разведчик, комсорг сводного кавалерийского эскадрона 354-й стрелковой дивизии 105-го стрелкового корпуса 65-й армии 2-го Белорусского фронта, ефрейтор, Герой Советского Союза.

## Биография
Родился 17 ноября 1923 года в крестьянской семье. Русский. Образование неполное среднее. Работал в колхозе «Большевик» Новохоперского района Воронежской области.
В Красной Армии с октября 1941 года. До апреля 1942 года служил в запасном стрелковом полку. Участник Великой Отечественной войны с мая 1942 года в должности стрелка 119-й стрелковой бригады. В июне 1942 года был ранен в бою под Касторной. После излечения в июле 1942 года был направлен на Сталинградский фронт. Участвовал в Сталинградской битве в должности стрелка 157-й (17-й гвардейской) танковой бригады. В декабре был вновь тяжело ранен. До февраля 1943 года лечился в госпитале. С марта 1943 года в составе 354-й стрелковой дивизии.
В ночь на 20 апреля 1945 года ефрейтор Семён Жогов в группе разведчиков преодолел реку Одер в районе населённого пункта Нидерцаден, расположенного в 5-и километрах южнее польского города Щецин, и уничтожил вражеский пулемётный расчёт. После чего ефрейтор Жогов определил удобное место для высадки десанта, и вместе с бойцами отбил несколько вражеских контратак, взяв в плен до двух десятков гитлеровских солдат.
Указом Президиума Верховного Совета СССР от 29 июня 1945 года за образцовое выполнение боевых заданий командования на фронте борьбы с немецко-фашистскими захватчиками и проявленные при этом мужество и героизм ефрейтору Жогову Семёну Григорьевичу присвоено звание Героя Советского Союза с вручением ордена Ленина и медали «Золотая Звезда» (№ 5539).
После войны С. Г. Жогов продолжал службу в армии. Окончил Военно-политическое училище. Служил в Отдельной мотострелковой дивизии особого назначения имени Ф. Э. Дзержинского внутренних войск МВД СССР. С 1978 года подполковник Жогов С. Г. — в запасе.
Жил в городе Реутов Московской области. Скончался 22 апреля 1988 года.

## Память
- Памятная мемориальная доска на аллее Героев в Балашихе.